# 활성화
활성화(活性化, 영어: activation)는 화학 및 생물학에서 후속 반응을 위해 무언가가 준비되거나 활성화되는 과정이다.

## 화학
화학에서 활성화는 분자가 거의 동일한 화학적 또는 물리적 상태로 가역적으로 전이되는 것을 말하며, 정의된 특징은 이 결과 상태가 특정 화학 반응을 겪는 경향이 증가한다는 것이다. 따라서 활성화는 개념적으로 보호의 반대이다. 즉, 결과적인 상태는 특정 반응을 겪는 경향이 감소한다.
활성화 에너지는 반응물이 해당 생성물로의 전환을 시작하기 위해, 즉 반응의 전이 상태에 도달하기 위해(정지 에너지 외에) 보유해야 하는 자유 에너지의 양을 명시한다. 활성화에 필요한 에너지는 매우 작을 수 있으며, 종종 분자 자체의 자연적인 무작위 열 변동에 의해(즉, 외부 에너지원 없이) 제공된다.
이러한 주제를 다루는 화학 분야를 화학 반응속도론이라고 한다.

## 생물학

### 생화학
생화학에서, 특히 생체활성화(生體活性化, 영어: bioactivation)라고 불리는 활성화는 효소 또는 기타 생물학적 활성 분자가 생물학적 기능을 수행하는 능력을 획득하는 것이다. 예를 들어 비활성 전구효소(효소원)가 기질을 생성물로 전환하는 반응을 촉매할 수 있는 활성 효소로 전환된다. 생체활성화는 또한 비활성 전구약물이 활성 대사 산물로 전환되는 과정 또는 전구독소가 실제 독소로 독성화되는 과정을 의미할 수도 있다.
효소는 가역적으로 또는 비가역적으로 생체활성화될 수 있다. 비가역적 생체활성화의 주요 메커니즘은 단백질 조각이 절단되어 활성 상태의 효소를 생성하는 것이다. 가역적 생체활성화의 주요 메커니즘은 효소가 기질 근처로 이동하는 기질 제시이다. 또 다른 가역적 반응은 보조 인자가 효소에 결합하여 보조 인자가 결합되어 있는 동안 활성을 유지하고 보조 인자가 제거되면 활성이 중단되는 반응이다.
단백질 합성에서 아미노산은 운반 RNA(tRNA) 분자에 의해 운반되며 리보솜의 생장하는 폴리펩타이드 사슬에 첨가된다. 아미노산을 리보솜으로 전달하려면 먼저 tRNA가 3' CCA 말단을 통해 아미노산에 공유 결합되어야 한다. 이 결합은 아미노아실-tRNA 합성효소에 의해 촉매되며 ATP 분자를 필요로 한다. tRNA에 결합된 아미노산을 아미노아실-tRNA라고 하며 단백질 번역에서 활성화된 분자로 간주한다. 활성화되면 아미노아실-tRNA는 리보솜으로 이동하여 생장하는 폴리펩타이드 사슬에 아미노산을 첨가할 수 있다.

### 면역학
면역학에서 활성화는 백혈구 및 면역계에 관련된 다른 세포 유형의 전환이다. 반면에 비활성화는 반대 방향으로의 전환이다. 이러한 균형은 엄격하게 조절되는 데 이는 활성화 수준이 너무 낮으면 감염에 취약해지고, 활성화 수준이 너무 높으면 자가면역 질환이 발생할 수 있기 때문이다.
활성화 및 비활성화는 사이토카인, 수용성 수용체, 아라키돈산 대사 산물, 스테로이드, 수용체 길항제, 세포 접착 분자, 세균의 생성물, 바이러스의 생성물을 포함한 다양한 요인으로 인해 일어난다.

## 전기생리학
활성화는 이온 통로의 개방, 즉 이온이 통과할 수 있도록 하는 입체구조적 변화를 의미한다.

## 같이 보기
- 활성화 에너지
- 효소